# Barranc dels Lleons
El Barranc dels Lleons, és un dels que formen el barranc de Seròs, dins de l'antic terme de Gurp de la Conca, actualment inclòs en el terme municipal de Tremp, al Pallars Jussà.
Es forma al nord del poble de Gurp, molt a prop i a sota de l'església romànica de Sant Martí de Gurp, al lloc conegut com el Forat del Toscar. El forma la unió de dos barrancs: el barranc de Caramell, que baixa del nord, i el barranc del Molí, que davalla del nord-oest.
Just acabat de formar passa per sota i a llevant de Sant Martí de Gurp, ja esmentat, discorre molt encaixat pels peus del Solà de Dalt, que queda a llevant seu, i continua cap als peus del Solà de Baix. Tots dos solans són els contraforts de ponent de Santa Engràcia. Al cap de poc troba el barranc de Grau, i tots dos units formen el barranc de Seròs.